# Atrium (Sarrola-Carcopino)
Pour les articles homonymes, voir Atrium.
L'Atrium est un centre commercial sur la commune de Sarrola-Carcopino, en périphérie d'Ajaccio, en Corse.

## Histoire
Il a été inauguré le 8 novembre 2017 et constitue le plus grand centre commercial de Corse.
Il dispose de 55 enseignes, parmi lesquelles l'hypermarché Auchan sur 6 440 m². Il comporte également :
- 25 commerces dans le « retail park »
- 800 collaborateurs
- 950 logements